# 寧国市
寧国市（ねいこく-し）は中華人民共和国安徽省宣城市に位置する県級市。

## 地理
寧国市は安徽省の東南部に位置する。天目山の北麓にあり、西は黄山山脈に接する。74％以上が森林である。

## 歴史
後漢末の208年に孫権によって寧国県が設置された。隋代に宣城県に編入されたが、唐代に再設置された。南宋のときに寧国府となり、元代に寧国路となった。明代で寧国府に戻され、清代も沿襲された。1912年に寧国県に改められ、1997年に寧国市に昇格し現在に至っている。

## 行政区画
- 街道:西津街道、南山街道、河瀝渓街道、汪渓街道、竹峰街道、天湖街道
- 鎮:港口鎮、梅林鎮、中渓鎮、寧墩鎮、仙霞鎮、甲路鎮、胡楽鎮、霞西鎮
- 郷:南極郷、万家郷、青竜郷、方塘郷
- 民族郷:雲梯シェ族郷

## 経済
竹、胡桃などが特産品である。

## 交通

### 鉄道
- 中国鉄路総公司
  - 皖贛線
    - 寧国駅

### 道路
- 高速道路
  - 溧寧高速道路
  - 宣桐高速道路